# My Sassy Girl (2008)
My Sassy Girl (prt: A Minha Namorada É Louca; bra: Ironias do Amor) é um filme norte-americano de 2008, do gênero comédia romântica, dirigido por Yann Samuell. Trata-se de um remake do filme sul-coreano My Sassy Girl, de 2001.

## Sinopse
Charlie Bellow (Jesse Bradford) é um jovem tímido, educado com bom coração, ele sai de sua cidade no interior para estudar administração e planeja trabalhar na Tiller King, onde seu pai, um funcionário exemplar trabalha na manutenção mecânica. Quando ele chega à Nova York, ele ouve a triste notícia de que seu primo havia falecido. Seu amigo para descontrair sugere que eles façam uma brincadeira da qual mulher eles "pegariam" qualquer mulher sem saber o nome dela no Central Park, Charlie (Jesse Bradford) diz ao seu amigo que não pegaria nenhuma mulher, pois antes precisa conhecer ela, então Charlie (Jesse Bradford) vê pela primeira vez Jordan (Elisha Cuthbert), mais diz que precisa ir, pois precisa consolar sua tia pela morte do seu primo. Na plataforma do metrô, Charlie (Jesse Bradford) vê Jordan (Elisha Cuthbert) completamente bêbada pendurada sobre o guard-rail e a salva de ser atropelada por um trem. Ele assumiu a responsabilidade e leva ela até a sua casa, ela fica melhor e começa a manter um relacionamento com ele que duras várias semanas. Charlie (Jesse Bradford) fica preocupado com o comportamento de Jordan (Elisha Cuthbert), ele logo percebe que ela tem uma personalidade complicada e descobre os problemas dela.  Jordan (Elisha Cuthbert) diz a Charlie (Jesse Bradford) que seu noivo recentemente a deixou. No dia seguinte em uma palestra que Charlie (Jesse Bradford) estava, Jordan (Elisha Cuthbert) entra e conta para o representante da Tiller King que ela está grávida de Charlie (Jesse Bradford), ela sabota a entrevista de Charlie (Jesse Bradford) para conseguir um emprego com outro representante da Tiller King, no dia seguinte ela pede a ele para trazê-la uma única rosa vermelha em sua aula de piano, depois ambos saem dali e vão até o píer onde ela o empurra-o para o mar - e depois o salva. Apesar disso, Charlie (Jesse Bradford) começa a se apaixonar por Jordan (Elisha Cuthbert), mas tem problemas com seu pai, que acredita que Charlie (Jesse Bradford) é uma má influência para Jordan. Devido a isso, Jordan começa a afastar-se de Charlie (Jesse Bradford).
Poucos dias depois, Jordan (Elisha Cuthbert) pede que Charlie (Jesse Bradford) vá encontrá-la no Central Park para trocar cartas de amor e enterrar em uma cápsula do tempo, e para se encontrar no mesmo lugar, após um ano para descobrirem se iriam ficar juntos ou não. Ele narra de forma emocionante que nós precisamos construir a ponte até a nossa pessoa amada.

## Recepção
Diferente do sucesso de sua contra-parte sul-coreana, a versão americana foi lançado diretamente para mercado DVD nos Estados Unidos. Segundo o diretor Yann Samuell o público masculino norte-americano rejeitou o filme. 